# Campeonato Femenino Sub-15 de la Concacaf de 2016
El Campeonato Femenino Sub-15 de la Concacaf de 2016 (en inglés: 2016 Concacaf Girls' U-15 Championship) fue un torneo de fútbol que tuvo lugar en Condado de Orange, Florida, en agosto de 2016.

## Equipos participantes
Participaron 22 equipos de Concacaf y 1 equipo invitado de la Conmebol.

En cursiva los equipos debutantes.
| Equipos participantes | Equipos participantes | Equipos participantes          | Equipos participantes        |
| --------------------- | --------------------- | ------------------------------ | ---------------------------- |
| Anguila               | Costa Rica            | Islas Caimán                   | República Dominicana         |
| Antigua y Barbuda     | Curazao               | Islas Vírgenes Estadounidenses | San Vicente y las Granadinas |
| Bahamas               | El Salvador           | Jamaica                        | Santa Lucía                  |
| Barbados              | Estados Unidos        | México                         | Trinidad y Tobago            |
| Bermudas              | Granada               | Nicaragua                      | Venezuela                    |
| Canadá                | Haití                 | Puerto Rico                    |                              |

## Sede
Todos los partidos se llevaron a cabo en el ESPN Wide World of Sports Complex en Bay Lake, Florida, cercano a la ciudad de Orlando.
| Bay Lake                          | Bay Lake |
| --------------------------------- | -------- |
| ESPN Wide World of Sports Complex | Bay Lake |

## Fase de grupos
Criterios
CONCACAF estableció los siguientes criterios de desempate:
1. Mayor número de puntos obtenidos en todos los partidos de grupo.
2. Diferencia de goles en todos los partidos de grupo
3. Mayor número de goles marcados en todos los partidos de grupo
4. El mayor número de puntos obtenidos en partidos entre equipos aún empatados.

### Grupo A
| Equipo               | Pts. | PJ | PG | PE | PP | GF | GC | Dif. |
| -------------------- | ---- | -- | -- | -- | -- | -- | -- | ---- |
| Estados Unidos       | 12   | 4  | 4  | 0  | 0  | 30 | 0  | +30  |
| México               | 9    | 4  | 3  | 0  | 1  | 22 | 1  | +21  |
| Haití                | 6    | 4  | 2  | 0  | 2  | 10 | 3  | +7   |
| Trinidad y Tobago    | 3    | 4  | 1  | 0  | 3  | 4  | 38 | -34  |
| República Dominicana | 0    | 4  | 0  | 0  | 4  | 0  | 24 | -24  |

Fuente. Concacaf
| 9 de agosto de 2016 | Estados Unidos | 22:0    | Trinidad y Tobago | ESPN Wide World of Sports Complex, Bay Lake |  |
| 09:00               | - Meza 1', 24' - Torres 8' - Robinson 13', 22', 31', 32', 67' - Van Zanten 16', 35' - 17' (a.g.) - Fishel 26', 47' - DellaPeruta 38' - 44' (a.g.) - Linnehan 49', 59', 63' - Fontes 56', 57' - Bethune 63', 69' | Reporte |                   |                                             |  |

| 9 de agosto de 2016 | México                  | 2:0     | Haití | ESPN Wide World of Sports Complex, Bay Lake |  |
| 11:00               | - Mauleón 9' - Díaz 59' | Reporte |       |                                             |  |

| 10 de agosto de 2016 | México | 0:1     | Estados Unidos | ESPN Wide World of Sports Complex, Bay Lake |  |
| 09:00                |        | Reporte | Fishel 60'     |                                             |  |

| 10 de agosto de 2016 | Trinidad y Tobago                                   | 4:0     | República Dominicana | ESPN Wide World of Sports Complex, Bay Lake |  |
| 11:00                | - A. Daniel 2' - Prince 55' (pen.), 64', 69' (pen.) | Reporte |                      |                                             |  |

| 12 de agosto de 2016 | República Dominicana | 0:9     | México                                                                                       | ESPN Wide World of Sports Complex, Bay Lake |  |
|                      |                      | Reporte | - Díaz 10' - Gómez 13' - Mauleón 15', 46', 60' - Martínez 44' - Pérez 52' - Vázquez 61', 64' |                                             |  |

| 12 de agosto de 2016 | Estados Unidos | 1:0     | Haití | ESPN Wide World of Sports Complex, Bay Lake |  |
|                      | Fontes 35'     | Reporte |       |                                             |  |

| 13 de agosto de 2016 | Haití                                                        | 5:0     | Trinidad y Tobago | ESPN Wide World of Sports Complex, Bay Lake |  |
|                      | - Dumornay 6' (pen.), 17', 35' - S. Joseph 17' - Gustave 29' | Reporte |                   |                                             |  |

| 13 de agosto de 2016 | República Dominicana | 0:6     | Estados Unidos                                                 | ESPN Wide World of Sports Complex, Bay Lake |  |
|                      |                      | Reporte | - Meza 2', 3' - Fontes 9', 40' - Van Zanten 17' - Linnehan 41' |                                             |  |

| 15 de agosto de 2016 | Haití | 5:0     | República Dominicana | ESPN Wide World of Sports Complex, Bay Lake |  |
|                      |       | Reporte |                      |                                             |  |

| 15 de agosto de 2016 | Trinidad y Tobago | 0:11    | México | ESPN Wide World of Sports Complex, Bay Lake |  |
|                      |                   | Reporte | - Pérez 4' - González 11', 32', 35', 37', 40' - Mauleón 19' - García 44' - 58' (a.g.) - Zamarrón 66' - Ríos 68' |                                             |  |

### Grupo B
| Equipo      | Pts. | PJ | PG | PE | PP | GF | GC | Dif. |
| ----------- | ---- | -- | -- | -- | -- | -- | -- | ---- |
| Canadá      | 12   | 4  | 4  | 0  | 0  | 19 | 0  | +19  |
| Costa Rica  | 7    | 4  | 2  | 1  | 1  | 9  | 7  | +2   |
| Jamaica     | 6    | 4  | 2  | 0  | 2  | 7  | 8  | -1   |
| El Salvador | 4    | 4  | 1  | 1  | 2  | 5  | 14 | -9   |
| Venezuela   | 0    | 4  | 0  | 0  | 4  | 3  | 13 | -10  |

Fuente. Concacaf
| 9 de agosto de 2016 | Canadá                                                                               | 6:0     | Venezuela | ESPN Wide World of Sports Complex, Bay Lake |  |
| 09:00               | - A. Scott 9' - Ladhani 20' - Riviere 31' - Vallerand 41' - Jones 49' - Akindoju 61' | Reporte |           |                                             |  |

| 9 de agosto de 2016 | Costa Rica                   | 2:1     | Jamaica    | ESPN Wide World of Sports Complex, Bay Lake |  |
| 11:00               | - Marin 12' - Chinchilla 60' | Reporte | Harris 53' |                                             |  |

| 10 de agosto de 2016 | Costa Rica | 0:2     | Canadá                      | ESPN Wide World of Sports Complex, Bay Lake |  |
| 09:00                |            | Reporte | - Kennedy 24' - Huitema 55' |                                             |  |

| 10 de agosto de 2016 | Venezuela   | 1:2     | El Salvador       | ESPN Wide World of Sports Complex, Bay Lake |  |
| 11:00                | Cazorla 68' | Reporte | Calderón 40', 53' |                                             |  |

| 11 de agosto de 2016 | El Salvador                       | 3:3     | Costa Rica                 | ESPN Wide World of Sports Complex, Bay Lake |  |
|                      | - Segovia 27' - Calderón 47', 52' | Reporte | Salas 32', 51' (pen.), 64' |                                             |  |

| 11 de agosto de 2016 | Canadá                                                            | 5:0     | Jamaica | ESPN Wide World of Sports Complex, Bay Lake |  |
|                      | - Kennedy 23', 51' - Akindoju 31' - Huitema 45' (pen.) - Shaw 57' | Reporte |         |                                             |  |

| 13 de agosto de 2016 | Jamaica                              | 2:1     | Venezuela | ESPN Wide World of Sports Complex, Bay Lake |  |
|                      | - Washington 25' (pen.) - Clarke 32' | Reporte | Rondón 8' |                                             |  |

| 13 de agosto de 2016 | El Salvador | 0:6     | Canadá                                                         | ESPN Wide World of Sports Complex, Bay Lake |  |
|                      |             | Reporte | - Kennedy 18', 35+1', 39' - Akindoju 27', 41' - Kazandjian 52' |                                             |  |

| 15 de agosto de 2016 | Jamaica | 4:0     | El Salvador | ESPN Wide World of Sports Complex, Bay Lake |  |
|                      |         | Reporte |             |                                             |  |

| 15 de agosto de 2016 | Venezuela | 1-4     | Costa Rica | ESPN Wide World of Sports Complex, Bay Lake |  |
|                      |           | Reporte |            |                                             |  |

### Grupo C
| Equipo                       | Pts. | PJ | PG | PE | PP | GF | GC | Dif. |
| ---------------------------- | ---- | -- | -- | -- | -- | -- | -- | ---- |
| Puerto Rico                  | 12   | 4  | 4  | 0  | 0  | 20 | 4  | +16  |
| Santa Lucía                  | 9    | 4  | 3  | 0  | 1  | 9  | 6  | +3   |
| Nicaragua                    | 4    | 4  | 1  | 1  | 2  | 3  | 7  | -4   |
| San Vicente y las Granadinas | 3    | 4  | 1  | 0  | 3  | 7  | 14 | -7   |
| Granada                      | 1    | 4  | 0  | 1  | 3  | 6  | 14 | -8   |

Fuente. Concacaf
| 9 de agosto de 2016 | Puerto Rico                                       | 4:1     | Santa Lucía   | ESPN Wide World of Sports Complex, Bay Lake |  |
| 09:00               | - Rivera 3', 9' - T. Pérez 17' - Y. Maldonado 28' | Reporte | St. Louis 50' |                                             |  |

| 9 de agosto de 2016 | Nicaragua     | 1:1     | Granada         | ESPN Wide World of Sports Complex, Bay Lake |  |
| 11:00               | Humphreys 49' | Reporte | Cas. Rennie 45' |                                             |  |

| 10 de agosto de 2016 | Nicaragua  | 1:4     | Puerto Rico                                             | ESPN Wide World of Sports Complex, Bay Lake |  |
| 09:00                | Calero 65' | Reporte | - Y. Maldonado 7' - Colón 10' - Rivera 19' - Torres 67' |                                             |  |

| 10 de agosto de 2016 | Santa Lucía                                               | 5:1     | San Vicente y las Granadinas | ESPN Wide World of Sports Complex, Bay Lake |  |
| 11:00                | - St. Prix 11', 37' - Jones 23' - Henry 64' - Bernard 69' | Reporte | Delplache 46'                |                                             |  |

| 12 de agosto de 2016 | San Vicente y las Granadinas | 0:1     | Nicaragua     | ESPN Wide World of Sports Complex, Bay Lake |  |
|                      |                              | Reporte | Humphreys 27' |                                             |  |

| 12 de agosto de 2016 | Puerto Rico                                                                                   | 7:1     | Granada        | ESPN Wide World of Sports Complex, Bay Lake |  |
|                      | - Torres 6' - Colón 17' - R. Pérez 27' - Rivera 50' - Vázquez 61' - Y. Maldonado 70+1', 70+3' | Reporte | B. Charles 54' |                                             |  |

| 14 de agosto de 2016 | Granada | 1:2     | Santa Lucía | ESPN Wide World of Sports Complex, Bay Lake |  |
|                      |         | Reporte |             |                                             |  |

| 14 de agosto de 2016 | San Vicente y las Granadinas | 1:5     | Puerto Rico | ESPN Wide World of Sports Complex, Bay Lake |  |
|                      |                              | Reporte |             |                                             |  |

| 15 de agosto de 2016 | Granada | 3:5     | San Vicente y las Granadinas | ESPN Wide World of Sports Complex, Bay Lake |  |
|                      |         | Reporte |                              |                                             |  |

| 15 de agosto de 2016 | Santa Lucía | 1:0     | Nicaragua | ESPN Wide World of Sports Complex, Bay Lake |  |
|                      |             | Reporte |           |                                             |  |

### Grupo D
| Equipo                         | Pts. | PJ | PG | PE | PP | GF | GC | Dif. |
| ------------------------------ | ---- | -- | -- | -- | -- | -- | -- | ---- |
| Curazao                        | 9    | 3  | 3  | 0  | 0  | 12 | 0  | +12  |
| Barbados                       | 6    | 3  | 2  | 0  | 1  | 11 | 3  | +8   |
| Anguila                        | 3    | 3  | 1  | 0  | 2  | 2  | 5  | -3   |
| Islas Vírgenes Estadounidenses | 0    | 3  | 0  | 0  | 3  | 0  | 17 | -17  |

Fuente. Concacaf
| 11 de agosto de 2016 | Barbados                                                                                 | 9:0     | Islas Vírgenes Estadounidenses | ESPN Wide World of Sports Complex, Bay Lake |  |
| 09:00                | - King 22', 66' - Padmore 24', 49' - Sealy 32', 51', 63' - Kirton-Browne 38' - Stevenson | Reporte |                                |                                             |  |

| 11 de agosto de 2016 | Curazao                          | 3:0     | Anguila | ESPN Wide World of Sports Complex, Bay Lake |  |
| 11:00                | - Stephens 35' - Hart 66', 70+2' | Reporte |         |                                             |  |

| 12 de agosto de 2016 | Islas Vírgenes Estadounidenses | 0:6     | Curazao                                              | ESPN Wide World of Sports Complex, Bay Lake |  |
|                      |                                | Reporte | - Tokaay 7', 50' - Hart 23', 64', 66' - Stephens 36' |                                             |  |

| 12 de agosto de 2016 | Anguila | 0:2     | Barbados                       | ESPN Wide World of Sports Complex, Bay Lake |  |
|                      |         | Reporte | - Sealy 9' - Romney 63' (a.g.) |                                             |  |

| 14 de agosto de 2016 | Curazao | 3:0     | Barbados | ESPN Wide World of Sports Complex, Bay Lake |  |
|                      |         | Reporte |          |                                             |  |

| 14 de agosto de 2016 | Anguila | 2:0     | Islas Vírgenes Estadounidenses | ESPN Wide World of Sports Complex, Bay Lake |  |
|                      |         | Reporte |                                |                                             |  |

### Grupo E
| Equipo            | Pts. | PJ | PG | PE | PP | GF | GC | Dif. |
| ----------------- | ---- | -- | -- | -- | -- | -- | -- | ---- |
| Bermudas          | 9    | 3  | 3  | 0  | 0  | 13 | 2  | +11  |
| Islas Caimán      | 6    | 3  | 2  | 0  | 1  | 6  | 3  | +3   |
| Bahamas           | 3    | 3  | 1  | 0  | 2  | 5  | 7  | -2   |
| Antigua y Barbuda | 0    | 3  | 0  | 0  | 3  | 2  | 14 | -12  |

Fuente. Concacaf
| 11 de agosto de 2016 | Bermudas                                     | 3:0     | Islas Caimán | ESPN Wide World of Sports Complex, Bay Lake |  |
| 09:00                | - Gibbons 3' - Nesbeth 34' - Christopher 60' | Reporte |              |                                             |  |

| 11 de agosto de 2016 | Antigua y Barbuda | 1:4     | Bahamas                                                  | ESPN Wide World of Sports Complex, Bay Lake |  |
| 11:00                | Z. Samuel 4'      | Reporte | - McKenzie 14', 70+1' (pen.) - G. Simms 16' - Yallop 65' |                                             |  |

| 13 de agosto de 2016 | Islas Caimán                                               | 3:0     | Antigua y Barbuda | ESPN Wide World of Sports Complex, Bay Lake |  |
|                      | - Deslandes-Hydes 8' - Gourzong 35+2' (pen.) - Suberan 63' | Reporte |                   |                                             |  |

| 13 de agosto de 2016 | Bahamas      | 1:3     | Bermudas                         | ESPN Wide World of Sports Complex, Bay Lake |  |
|                      | A. Simms 61' | Reporte | - Nesbeth 22', 36' - Gibbons 46' |                                             |  |

| 14 de agosto de 2016 | Antigua y Barbuda | 1:7     | Bermudas | ESPN Wide World of Sports Complex, Bay Lake |  |
|                      |                   | Reporte |          |                                             |  |

| 14 de agosto de 2016 | Bahamas | 0:3     | Islas Caimán | ESPN Wide World of Sports Complex, Bay Lake |  |
|                      |         | Reporte |              |                                             |  |

## Fase final
|  | Cuartos de final | Cuartos de final |                |    | Semifinales   | Semifinales   |  |  | Final | Final |
|  |                  |                  |                |    |               |               |  |  |       |       |
|  |                  |                  |                |    |               |               |  |  |       |       |
|  |                  |                  |                |    |               |               |  |  |       |       |
|  | Estados Unidos   | 12               |                |    |               |               |  |  |       |       |
|  | Estados Unidos   | 12               |                |    |               |               |  |  |       |       |
|  | Bermudas         | 0                |                |    |               |               |  |  |       |       |
|  | Bermudas         | 0                | Estados Unidos | 5  |               |               |  |  |       |       |
|  |                  |                  | Estados Unidos | 5  |               |               |  |  |       |       |
|  |                  | Costa Rica       | 0              |    |               |               |  |  |       |       |
|  | Costa Rica       | Costa Rica       | 0              | 5  |               |               |  |  |       |       |
|  | Costa Rica       |                  |                | 5  |               |               |  |  |       |       |
|  | Santa Lucía      | 0                |                |    |               |               |  |  |       |       |
|  | Santa Lucía      | 0                | Estados Unidos | 2  |               |               |  |  |       |       |
|  |                  |                  | Estados Unidos | 2  |               |               |  |  |       |       |
|  |                  | Canadá           | 0              |    |               |               |  |  |       |       |
|  | Canadá           | Canadá           | 0              | 10 |               |               |  |  |       |       |
|  | Canadá           |                  |                | 10 |               |               |  |  |       |       |
|  | Curazao          | 0                |                |    |               |               |  |  |       |       |
|  | Curazao          | 0                | Canadá         | 3  |               |               |  |  |       |       |
|  |                  |                  | Canadá         | 3  |               |               |  |  |       |       |
|  |                  | México           | 1              |    | Tercer puesto | Tercer puesto |  |  |       |       |
|  | Puerto Rico      | México           | 1              | 1  | Tercer puesto | Tercer puesto |  |  |       |       |
|  | Puerto Rico      |                  |                | 1  |               |               |  |  |       |       |
|  | México           | 10               |                |    |               |               |  |  |       |       |
|  | México           | 10               | Costa Rica     | 1  |               |               |  |  |       |       |
|  |                  |                  |                |    |               |               |  |  |       |       |
|  | México           | 5                |                |    |               |               |  |  |       |       |
|  | México           | 5                |                |    |               |               |  |  |       |       |

### Cuartos de final
| 17 de agosto de 2016 | Estados Unidos | 12:0    | Bermudas | ESPN Wide World of Sports Complex, Bay Lake |  |
|                      | - Robinson 5', 13' (pen.) - Linnehan 9', 19', 29' - Fishel 22', 33', 36' - Mercado 24', 35' - Van Zanten 44' - Meza 46' | Reporte |          |                                             |  |

| 17 de agosto de 2016 | Canadá | 10:0    | Curazao | ESPN Wide World of Sports Complex, Bay Lake |  |
|                      | - Riviere 18', 45' - Ladhani 21' - Huitema 24', 33', 37', 43' - Kostecki 61' - O. Scott 65' - Akindoju 69' | Reporte |         |                                             |  |

| 17 de agosto de 2016 | Costa Rica                                          | 5:0     | Santa Lucía | ESPN Wide World of Sports Complex, Bay Lake |  |
|                      | - Salas 2', 37' - Chinchilla 4' - Gómez 19' - Marín | Reporte |             |                                             |  |

| 17 de agosto de 2016 | Puerto Rico | 1:10    | México | ESPN Wide World of Sports Complex, Bay Lake |  |
|                      | Colón 47'   | Reporte | - Pérez 16' - Mauleón 19', 37' - Ríos 26' - González 28' - Díaz 42', 50' - Martínez 62', 67' - Arellano 64' |                                             |  |

### Semifinales
| 19 de agosto de 2016 | Estados Unidos                                                    | 5:0     | Costa Rica | ESPN Wide World of Sports Complex, Bay Lake |  |
|                      | - Robinson 1' - Van Zanten 23', 35+1' - Fishel 39' - Linnehan 44' | Reporte |            |                                             |  |

| 19 de agosto de 2016 | Canadá                          | 3:1     | México     | ESPN Wide World of Sports Complex, Bay Lake |  |
|                      | - Huitema 7', 21' - Riviere 15' | Reporte | Vázquez 5' |                                             |  |

### Tercer lugar
| 21 de agosto de 2016 | Costa Rica     | 1:5     | México                                             | ESPN Wide World of Sports Complex, Bay Lake |  |
| 09:00                | Chinchilla 24' | Reporte | - González 15', 67' - Pérez 18', 25' - Mauleón 30' |                                             |  |

### Final
| 21 de agosto de 2016 | Estados Unidos              | 2:0     | Canadá | ESPN Wide World of Sports Complex, Bay Lake |  |
| 11:00                | - Van Zanten 39' - Meza 58' | Reporte |        |                                             |  |

|                                    |
| Bandera de Estados Unidos          |
| Campeón Estados Unidos 1.er título |

## Goleadoras
| Jugadora           | Selección      | Goles |
| ------------------ | -------------- | ----- |
| Payton Linnehan    | Estados Unidos | 8     |
| Jordyn Huitema     | Canadá         | 8     |
| Gabrielle Robinson | Estados Unidos | 8     |
| Alison González    | México         | 8     |
| Natalia Mauleón    | México         | 8     |
| Mia Fishel         | Estados Unidos | 7     |
| Kalyssa Van Zanten | Estados Unidos | 7     |
| LeiLanni Nesbeth   | Bermudas       | 6     |
| Sydney Kennedy     | Canadá         | 6     |
| Samantha Meza      | Estados Unidos | 6     |
| María Luisa Colón  | Puerto Rico    | 6     |

## Premios y reconocimientos
| Premio        |  | Jugadora        | Selección      |
| ------------- |  | --------------- | -------------- |
| Balón de Oro  |  | Mia Fishel      | Estados Unidos |
| Bota de Oro   |  | Payton Linnehan | Estados Unidos |
| Guante de Oro |  | Ruth Jones      | Estados Unidos |

| Premio                                |  | Selección |
| ------------------------------------- |  | --------- |
| Premio al Juego Limpio de la CONCACAF |  | México    |

### Equipo estelar
| Portera    | Defensoras                                                    | Mediocampistas                                                         | Delantera      |
| ---------- | ------------------------------------------------------------- | ---------------------------------------------------------------------- | -------------- |
| Ruth Jones | Julianne Vallerand Maya Antoine Leah Scarpelli Camila Capmany | Gabrielle Robinson Nicole Pérez Mia Fishel Croix Bethune Samantha Meza | Jordyn Huitema |

## Plantillas
Las plantillas se publicaron el 9 de agosto de 2016.
| Anguila                      | Anguila                      | Antigua y Barbuda | Antigua y Barbuda     | Bahamas                              | Bahamas                              | Barbados             | Barbados              | Bermudas    | Bermudas              | Canadá      | Canadá             |
| ---------------------------- | ---------------------------- | ----------------- | --------------------- | ------------------------------------ | ------------------------------------ | -------------------- | --------------------- | ----------- | --------------------- | ----------- | ------------------ |
| POR                          | Sammy Connor                 | POR               | Jermara Dennis        | POR                                  | Ambrielle Major                      | POR                  | Shontee Broomes       | POR         | Giaya Melakot         | POR         | Sophie Guilmette   |
| POR                          | Akiarra Pina-Richardson      | POR               | Sheniqua Laville      | POR                                  | Kendi Outten                         | POR                  | Jade Clarke           | POR         | Zakhari Turner        | POR         | Kat Haarmann       |
| DEF                          | Liyah Adams                  | DEF               | Briana Auguiste       | DEF                                  | Aliyah Clarke                        | DEF                  | Olianna Bishop        | DEF         | Jordan Davis          | DEF         | Maya Antoine       |
| DEF                          | Ivory Crump                  | DEF               | Dujonique Browne      | DEF                                  | Claudisha Curtis                     | DEF                  | Aaliyah Boyce         | DEF         | Delia Ebbin           | DEF         | Alexia Cajilig     |
| DEF                          | Danna Richardson             | DEF               | Shunnye Christopher   | DEF                                  | Derrica Ferguson                     | DEF                  | Tia Briggs-Thompson   | DEF         | Koa Goodchild         | DEF         | Isabella Hanisch   |
| DEF                          | Shanna Richardson            | DEF               | Weisnella Downer      | DEF                                  | Danae Malcolm                        | DEF                  | Tia Haynes            | DEF         | Danni Watson          | DEF         | Julia Kostecki     |
| DEF                          | Lala Romney                  | DEF               | Kameely Jackson       | DEF                                  | Tenniya Martin                       | DEF                  | Keinelle Johnson      | DEF         | Megan Titerton        | DEF         | Sonia Walk         |
| DEF                          | Nyka Ruchardson              | DEF               | Tarika Philip         | DEF                                  | Adonya Rolle                         | MID                  | Alana Boyce           | MID         | Trinae Edwards        | MID         | Mya Jones          |
| MID                          | Ta-Leah Bradshaw             | DEF               | Demica Samuel         | DEF                                  | Tori Seymour                         | MID                  | Hope Colucci          | MID         | Adia Gibbons          | MID         | Lara Kazandjian    |
| MID                          | Carlia Johnson               | MID               | Ashana Lawerence      | MID                                  | Cimone Hanna                         | MID                  | Marissa King          | MID         | Jaden Masters         | MID         | Maya Ladhani       |
| MID                          | Carla Gumbs                  | MID               | Tyanna Simon          | MID                                  | Tyra Mckenzie                        | MID                  | Rowland Kirton-Browne | MID         | Tianna Mullan         | MID         | Olivia Scott       |
| MID                          | Lesha Gumbs                  | MID               | Ta Janica Thomas      | MID                                  | Kourtni Pinder                       | MID                  | Jadzia Morris         | MID         | Leilanni Nesbeth      | MID         | Caitlin Shaw       |
| MID                          | Neasha Hodge                 | MID               | Danesia Wilson        | MID                                  | Gabrielle Simms                      | MID                  | Zara Owen             | MID         | Lindsey Pacheco       | DEL         | Teni Akindoju      |
| MID                          | Annick Pichevin              | DEL               | Jada Benjamin         | MID                                  | Abigail Simms                        | MID                  | Britnee Standford     | MID         | Jya Ratteray Smith    | DEL         | Jordyn Huitema     |
| MID                          | T'shara Rogers               | DEL               | Janequa Lewis         | MID                                  | Mckell Yallop                        | MID                  | Asha Stevenson        | MID         | Jadea Steede Hill     | DEL         | Sydney Kennedy     |
| MID                          | Renyana Richardson           | DEL               | Zolique Samuel        | MID                                  | Abigail Victor                       | DEL                  | Caitlin Padmore       | DEL         | Sh'nyah Akinstall     | DEL         | Jayde Riviere      |
| MID                          | Bria Richardson              | DEL               | Virginia Simon        | DEL                                  | Jenai Adderley                       | DEL                  | Tiana Sealy           | DEL         | Emily Cabral          | DEL         | Aaliyah Scott      |
| MID                          | T'shara Rogers               | DEL               | Shekeyria Tonge       | DEL                                  | Angel Daxon                          | DEL                  | Ryanna Thomas         | DEL         | Nia Christopher       | DEL         | Julianne Vallerand |
| DEL                          | Maiesha Minette              |                   |                       |                                      |                                      |                      |                       |             |                       |             |                    |
| Islas Caimán                 | Islas Caimán                 | Costa Rica        | Costa Rica            | Curazao                              | Curazao                              | República Dominicana | República Dominicana  | El Salvador | El Salvador           | Granada     | Granada            |
| POR                          | Ericia Burke                 | POR               | Fabiana Solano        | POR                                  | Shariëntely Francisca                | POR                  | Nayeli Lopez          | POR         | Gilma Martir          | POR         | Sabrina Rennie     |
| POR                          | Satiah Miller                | POR               | Veronica Trigueros    | POR                                  | Tihainy Nicolaas                     | POR                  | Carla Peralta         | POR         | Nathalie Martinez     | DEF         | Abigail Adewunmi   |
| DEF                          | Arthmeis Deslandes           | DEF               | Adina Badilla         | DEF                                  | Evy Huiskens                         | DEF                  | Katia Constanzo       | POR         | Paolina Molina        | DEF         | Resheda Charles    |
| DEF                          | Marlena Elvin                | DEF               | Andrea Capmany        | DEF                                  | Rosheny Kastaneer                    | DEF                  | Jaely Encarnacion     | DEF         | Clendida Blanco       | DEF         | Cardisha Rennie    |
| DEF                          | Cyan Francis                 | DEF               | Camila Capmany        | DEF                                  | Jurina Kook                          | DEF                  | Carmen Lorenzo        | DEF         | Samaria Gómez         | DEF         | Erin Sylvester     |
| DEF                          | Daniella Gourzong            | DEF               | Pamela Gutiérrez      | DEF                                  | Fresheny Michiel                     | DEF                  | Richeymi Mejia        | DEF         | Angela Guinea         | DEF         | Treasher Valcin    |
| DEF                          | Aleksei Morris-Symour        | DEF               | Yariella Lopez        | DEF                                  | Missuenly Reina                      | DEF                  | Miranda Montes        | DEF         | Gabriela Monjaras     | MID         | Akia Calliste      |
| DEF                          | Avigail Ramirez              | DEF               | Nathlie Rojas         | DEF                                  | Jathsury Rosa                        | DEF                  | Minyeti Mancebo       | DEF         | Hileana Morales       | MID         | Sheranda Charles   |
| DEF                          | Chyanai Tibbetts             | MID               | Steysi Arias          | DEF                                  | Thirza Van Arkel                     | DEF                  | Juanly Perez          | DEF         | Jessica Ortiz         | MID         | Cassie Rennie      |
| MID                          | Ashley Ebanks                | MID               | Priscilla Chinchilla  | MID                                  | Lindsey Hart                         | MID                  | Nathaly Acosta        | DEF         | Evelin Panilla        | MID         | Coie Smith         |
| MID                          | Shannelle Bennett            | MID               | Nicole Gomez          | MID                                  | Sjulienne Martina                    | MID                  | Claudia Alcantara     | MID         | Arianna Buchanan      | DEL         | Ariel Andrew       |
| MID                          | Monique Hernandez            | MID               | Carmen Marin          | MID                                  | Shahrazed Tizraqui                   | MID                  | Georgina Hernandez    | MID         | Avery Fanslow         | DEL         | Britney Charles    |
| MID                          | Brianna Poy Fong             | MID               | Stefany Mendoza       | MID                                  | Reismarly Tokaay                     | MID                  | Yamely Lopez          | MID         | Gloria Gonzalez       | DEL         | Katarzyna Gatt     |
| MID                          | Hannah Scott                 | MID               | Maria Paula Porras    | DEL                                  | Loenairies Hose                      | MID                  | Marianelis Perez      | MID         | Alyssa Menjivar       | DEL         | Aaliyah Jackson    |
| DEL                          | Shayla Connor                | MID               | Jeimy Umaña           | DEL                                  | Aryse Nicholson                      | MID                  | Deborah Tavarez       | MID         | Maggi Segovia         | DEL         | Shaniah Johnson    |
| DEL                          | Molly Kehoe                  | DEL               | Alexa Aguilar         | DEL                                  | Nikki Quilotte                       | DEL                  | Yordi Espinal         | MID         | Tatiana Soriano       | DEL         | Diamond Lewis      |
| DEL                          | Sabrina Suberan              | DEL               | Medolyn Guerrero      | DEL                                  | Kaylee Siliee                        | DEL                  | Karla Muñiz           | DEL         | Lesly Calderon        | DEL         | Ruth Lewis         |
| DEL                          | Ethana Villilobos            | DEL               | María Paula Salas     | DEL                                  | Staygin Stephens                     |                      |                       | DEL         | Abigail Rivas         | DEL         | Malia Ramdhanny    |
| Haití                        | Haití                        | Jamaica           | Jamaica               | México                               | México                               | Nicaragua            | Nicaragua             | Puerto Rico | Puerto Rico           | Santa Lucía | Santa Lucía        |
| POR                          | Madelina Fleuriot            | POR               | Jada Schokley         | POR                                  | Ana Ruvalcaba                        | POR                  | Ashly Delgadillo      | POR         | Grecia Prieto         | POR         | Qiana Joseph       |
| POR                          | Edjenie Joseph               | POR               | Sher Young            | POR                                  | Shyh Saenz                           | POR                  | Valeria Roblero       | POR         | J Lo Varada           | POR         | Kenna Lionel       |
| DEF                          | Rachelle Caremus             | DEF               | Tacia Austin          | DEF                                  | Karen Gomez                          | DEF                  | Sofia Coen            | DEF         | Yarimar Correa        | DEF         | Sasha Alcide       |
| DEF                          | Sheelove Joseph              | DEF               | Kav Howell            | DEF                                  | Julieta Peralta                      | DEF                  | Alejandra Fonseca     | DEF         | Karina Gines          | DEF         | Tiffany Allain     |
| DEF                          | Tabita Joseph                | DEF               | Mo McLaughlin         | DEF                                  | Ximena Rios                          | DEF                  | Reyna Roblero         | DEF         | Daniela Perez         | DEF         | Shakera Classe     |
| DEF                          | Nancy Lindor                 | DEF               | Janeil Simpson        | DEF                                  | Kelly Rodríguez                      | MID                  | Kellsey Arguello      | DEF         | Bianca Rosado         | DEF         | Faith Emmanuel     |
| DEF                          | Ruthnie Mathurin             | DEF               | Chris Roberts         | DEF                                  | Giovanna Urbalejo                    | MID                  | Bayola Carcache       | DEF         | Juliette Wolpert      | DEF         | Thai Fowell        |
| MID                          | Elizabeth Brivil             | MID               | Gail Able             | DEF                                  | Esmeralda Zamarron                   | MID                  | Victoria Crowe        | MID         | Sofia Alvarez         | DEF         | Tessa Jones        |
| MID                          | Melchie Daelle Dumonay       | MID               | Spice Clarke          | MID                                  | Fatima Arellano                      | MID                  | Elizabeth Pierson     | MID         | Maria Luisa Colon     | MID         | Steffany Allain    |
| MID                          | Angeline Gustave             | MID               | Shaq Forbes           | MID                                  | Aislinn Garcia                       | MID                  | Kristel Ruiz          | MID         | Soleil Maldonado      | MID         | Geen Henry         |
| MID                          | Dieunica Jean Baptiste       | MID               | Suen Gregory          | MID                                  | Noemi Granados                       | MID                  | Stephanie Ruiz        | MID         | Yarielis Maldonado    | MID         | Ilana Lashley      |
| MID                          | Abaina Louis                 | MID               | Kelly Nunes           | MID                                  | Alice Hernandez                      | MID                  | Camila Sequeira       | MID         | Rocio Perez           | MID         | Melanie Richard    |
| MID                          | Sandrine Merant              | MID               | Kersha Thomas         | MID                                  | Ashly Martinez                       | MID                  | Ana Silva             | MID         | Mariana Varela        | MID         | Britanya St Prix   |
| MID                          | Vladine Mervilus             | MID               | Giselle Washington    | MID                                  | Dania Perez                          | DEL                  | Dayana Calero         | DEL         | Thalia Perez          | MID         | Cassandra Shephard |
| MID                          | Betina Petit-Frere           | DEL               | Kayla Bailey          | MID                                  | Anette Vazquez                       | DEL                  | Meykey Delgadillo     | DEL         | Isabelle Rivera       | DEL         | Tanika Bernard     |
| MID                          | Flero Dina Surpris           | DEL               | Jody Brown            | DEL                                  | Alejandra Díaz                       | DEL                  | Yorcelly Humpherys    | DEL         | Carolina Vazquez      | DEL         | Kayle Camille      |
| DEL                          | Danielle Étienne             | DEL               | Shania Harris         | DEL                                  | Alison Gonzalez                      | DEL                  | Nohelia Velasquez     | DEL         | Gabriela Torres       | DEL         | Nicofia Joseph     |
| DEL                          | Maile Jean                   | DEL               | Monique Perrier       | DEL                                  | Maria Mauleon                        |                      |                       |             |                       | DEL         | Krysan St Louis    |
| San Vicente y las Granadinas | San Vicente y las Granadinas | Trinidad y Tobago | Trinidad y Tobago     | Islas Vírgenes de los Estados Unidos | Islas Vírgenes de los Estados Unidos | Estados Unidos       | Estados Unidos        | Venezuela   | Venezuela             |             |                    |
| POR                          | Somonique Laborde            | POR               | Aaliyah Alexander     | POR                                  | Danielle Parker                      | POR                  | Ruth Jones            | POR         | Aranzha Aguiar        |             |                    |
| POR                          | Zerese Williams              | POR               | Chelsea Ramnauth      | POR                                  | Call'sha Wrensford                   | POR                  | Lindsey Romig         | POR         | Adnhachiel Porras     |             |                    |
| DEF                          | Krystal Foster               | DEF               | Kady Adams            | DEF                                  | Era Daniel                           | DEF                  | D'awncey Jones-Black  | DEF         | Maria Davila          |             |                    |
| DEF                          | Arenna Grant                 | DEF               | Tianna Daniel         | DEF                                  | Tia Hughes                           | DEF                  | Tori Hansen           | DEF         | Daniela Martinez      |             |                    |
| DEF                          | Shannell Lampkin             | DEF               | Timia Mcmillan        | DEF                                  | Riley Oram                           | DEF                  | Makenna Morris        | DEF         | Andreína Rodriguez    |             |                    |
| DEF                          | Sonja Mckie                  | DEF               | Gamelia Waldron       | DEF                                  | Je'mia Ortiz                         | DEF                  | Leah Scarpelli        | DEF         | Valentina Salvatierra |             |                    |
| DEF                          | Ka'mya Matthews              | DEF               | Roshun Williams       | DEF                                  | Lily Pierce                          | DEF                  | Natalia Staude        | DEF         | Nahomi Santaella      |             |                    |
| DEF                          | Vashica Pereira              | MID               | Kayla Baboolal        | MID                                  | Manal Abed                           | MID                  | Croix Bethune         | MID         | Alessia Bianchini     |             |                    |
| MID                          | Chelsea Cordice              | MID               | Annika Daniel         | MID                                  | Judah Diamonback                     | MID                  | Talia Dellaperuta     | MID         | Sofia Bolivar         |             |                    |
| MID                          | Cavorn Delpesche             | MID               | Natifah Hackshaw      | MID                                  | Adelaide Jones                       | MID                  | Mia Fishel            | MID         | Maria Cazorla         |             |                    |
| MID                          | Dionte Delpeche              | MID               | Jessica Harragin      | MID                                  | Vanshika Lulla                       | MID                  | Eleanor Glenn         | MID         | Eulimar Chirinos      |             |                    |
| MID                          | Ushon Edwards                | MID               | Aaliya Lynch          | MID                                  | Grace Shimansky                      | MID                  | Madison Mercado       | MID         | Mariangel Delgado     |             |                    |
| MID                          | Kitanna Richards             | MID               | Chrissy Mitchell      | DEL                                  | Anjahlique Bowry                     | MID                  | Gabrielle Robinson    | MID         | Analeis Diaz          |             |                    |
| MID                          | Laquanda Soso                | MID               | Maria-Frances Serrant | DEL                                  | Lunique Henley                       | MID                  | Hollyn Torres         | MID         | Daniela Rodriguez     |             |                    |
| MID                          | Shaielle Williams            | MID               | Shamika York          | DEL                                  | Aspen Jones                          | DEL                  | Sunshine Fontes       | MID         | Liurca Guacare        |             |                    |
| DEL                          | Aerril Delpieche             | DEL               | Afiyah Cornwall       | DEL                                  | Brianne Jones                        | DEL                  | Payton Linnehan       | MID         | Lady Vera             |             |                    |
| DEL                          | Ashanti Douglas              | DEL               | Aaliyah Prince        | DEL                                  | Avia Joseph                          | DEL                  | Samantha Meza         | DEL         | Jairelys La Rosa      |             |                    |
| DEL                          | Areka Hooper                 | DEL               | Tyanna Williams       | DEL                                  | Nia Woods                            | DEL                  | Alyssa Van Zanten     | DEL         | Keisy Rondon          |             |                    |